# 심인고등학교
심인고등학교(心印高等學校)는 대한민국 대구광역시 달성군 다사읍 죽곡리에 있는 사립 고등학교이다.

## 학교 연혁
- 1956년 12월 8일 : 대구시 대명동 1745-9번지 본관 준공
- 1957년 3월 28일 : 심인고등학교 설립 인가(각 학년 2학급)
- 1957년 4월 1일 : 오상영 초대 교장 취임, 손원목 교감 취임
- 1960년 3월 5일 : 제1회 졸업식(32명)
- 1973년 3월 5일 : 탁구부 창단
- 1975년 11월 30일 : 동관 준공(25실)
- 1977년 7월 30일 : 체육관 준공
- 1978년 4월 18일 : 학교법인 "회당학원"으로 명칭 변경
- 1979년 11월 25일 : 교지 『심인』 창간호 발간
- 1981년 10월 30일 : 서관 준공(5층)
- 1996년 9월 1일 : 탁구부 합숙소 준공
- 2000년 7월 13일 : 동관 연구동 증축
- 2002년 7월 16일 : 정보관 준공
- 2003년 12월 23일 : 정보관 증축(4층)
- 2011년 5월 13일 : 운동장 인조잔디 설치(운동장 준공식)
- 2012년 9월 14일 : 심인고등학교 기숙사 개사식
- 2016년 1월 28일 : 제57회 졸업식(249명, 총 18,365명)
- 2017년 3월 14일 : 제20대 문정욱 교장 취임식
- 2018년 2월 1일 : 제59회 졸업식
- 2018년 3월 2일 : 입학식
- 2021년 2월 1일 : 대명3동에서 죽곡리로 학교이전 작업(~3.)
- 2021년 2월 23일 : 심인중ㆍ고 이전 개교 준공식

## 참고 자료
- 심인고등학교 - 한국교육학술정보원 학교알리미